# Invald (maffia)
I den amerikanska och sicilianska maffian är en invald människa (en: made man) en fullt initierad medlem av maffian.

## Kriterier
För att bli "invald" måste en medhjälpare vara italiensk eller av italiensk härkomst och rekommenderas av en annan invald människa. En invald kommer att krävas att avlägga eden av Omertà, maffians tystnadskod och hedersuppförande. Efter ceremonin blir personen "invald" och innehar rang som soldat (italienska: soldato) i maffiahierarkin. Invalda män är de enda som kan stiga i rang genom maffians led, från soldat till caporegime, consigliere, underboss och boss.

## Historia
För att inledningsvis bli invald i den amerikanska maffian, behövde en person av tradition vara av full siciliansk härkomst, vilket snart sträckte sig till män av full italiensk härkomst, och senare till män av halv-italiensk härkomst på sin fars sida. Exempelvis kunde den berömda gangstern i Familjen Lucchese, Henry Hill, skildrad i filmen Maffiabröder från 1990, inte bli invald, trots hans omfattande maffiakarriär. Hills mor var dock av siciliansk härkomst, men eftersom Hills far var av irländsk härkomst kunde han därmed inte bli invald. Enligt Salvatore Vitale beslutades det under ett kommissionsmöte 2000 att återställa regeln som kräver att båda föräldrarna är av italiensk härkomst.
Exempel på invalda medlemmar som inte är av fullständig italiensk härkomst inkluderar emellertid sonen till den italiensk-amerikanska gangstern John Gotti, John A. Gotti, vars mormor var rysk; och Frank Salemme från Familjen Patriarca, vars far var av italiensk härkomst, men vars mor var av irländsk härkomst.